# Juan Rocabertí de Dameto

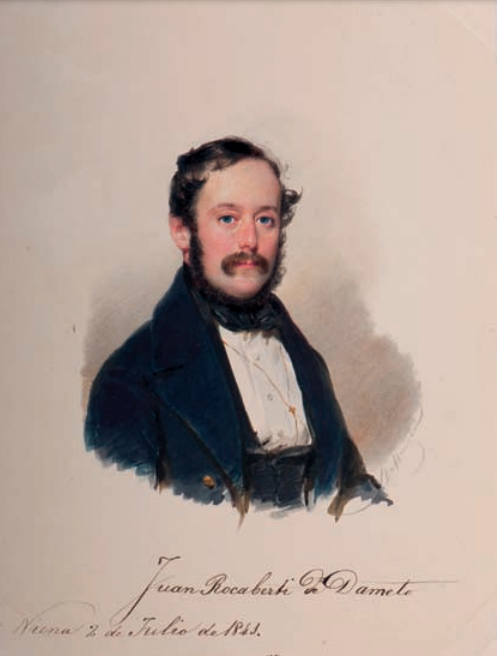
Retrato de Juan por Daffinger, parte de la colección Metternich.

Juan Rocabertí de Dameto fue un noble español, conocido por haber sido un importante partidario del infante Carlos María Isidro de Borbón. 

## Biografía
Nació en el seno de una importante familia de la nobleza mallorquina. 
Tras la muerte de Fernando VII, como otros miembros de su familia, apoyó las pretensiones al trono de su hermano Carlos María frente a las de Isabel II, hija del monarca fallecido. Carlos María le nombraría su representante en el reino de los Países Bajos desde alrededor de 1835. En 1841 fue encargado de acompañar desde Viena a Nápoles a Juan y Fernando, hijos de Carlos María.Fue correspondiente de importantes personajes de la época como Klemens von Metternich, y su esposa Melanie Zichy-Ferraris.
Aún vivía en 1864.

## Iconografía
Durante su estancia en Viena en 1841 fue retratado por Daffinger en un dibujo sobre acuarela, como parte de la colección reunida por Melania, esposa de Klemens von Metternich.